# Cirratulus blainvillei
Cirratulus blainvillei är en ringmaskart som beskrevs av Grube 1855. Cirratulus blainvillei ingår i släktet Cirratulus och familjen Cirratulidae. Inga underarter finns listade i Catalogue of Life.